# Samrukia
Samrukia is een geslacht van uitgestorven pterosauriërs uit het Laat-Krijt van het huidige Kazachstan, behorend tot de groep van Ornithuromorpha. Volgen sommige onderzoekers gaat het echter om een pterosauriër.

## Naamgeving en vondst
De soort is in 2011 benoemd  en beschreven door Darren Naish, Gareth Dyke, Andrea Cau, François Escuillié en Pascal Godefroit. De geslachtsnaam verwijst naar de Samroek, een vogel uit de mythologie van Kazachstan. De soortaanduiding eert wijlen de Russische paleontoloog Lev Nesov; in veel Westerse publicaties wordt zijn naam als 'Nessov' geschreven omdat dit in het Engels misverstanden over de uitspraak voorkomt.
Het fossiele holotype WDC-Kz Cret-001 bestaat uit de onderkaken, nog in de Sovjettijd gevonden bij Akkoergan in het district Qızılorda in lagen van de Bostobinskajaformatie die dateren uit het Turonien-Campanien en later ter bestudering overgebracht naar het Belgische Koninklijk Belgisch Instituut voor Natuurwetenschappen te Brussel. Deze waren oorspronkelijk gerestaureerd en samengevoegd als de mandibula van een lid van de Caenagnathidae, meer basale dinosauriërs, maar bleken bij nadere studie aan een meer afgeleide dinosauriër, een grote vogel te hebben toebehoord. Dit werd pas ontdekt toen Godefroit het specimen nader begon te onderzoeken; in augustus 2010 betrok hij buitenlandse collegae erbij. De schepvormig gerestaureerde vergroeiing van de kaken vooraan bleek volledig uit geverfd gips te bestaan; in feite waren slechts de losse achterste takken ofwel rami van de mandibula aanwezig.

## Beschrijving
De stukken kaak zijn tandeloos, plat en laag, en ongeveer 275 millimeter lang. Ze wijzen op een onbeschadigde kaaklengte van minstens dertig centimeter; het was deze aanzienlijke absolute grootte die de oorspronkelijke ontdekkers tot de overtuiging gebracht moet hebben dat het om een caenagnathide ging, omdat de oviraptorosauriërs de enige bekende basale dinosauriërs zijn die tandeloze kaken van deze vorm hebben. Het fossiel toont echter maar weinig mogelijke gedeelde nieuwe eigenschappen, synapomorfieën, van de Oviraptorosauria: behalve de tandeloze kaken het ontbreken van een opening in het surangulare en de vergroeiing van de achterste onderkaakbeenderen. Daarbij ontbreken juist verschillende synapomorfieën van de oviraptorosauriërs: een achteraan gevorkt dentarium; een hoge coronoïde bolling van het surangulare; een langwerpige opening in de buitenste zijkant van de onderkaak; een gewrichtsoppervlak dat bol is en naar de binnenzijde toe verbreed; een verlengd achterste uitsteeksel van het articulare. Het holotype deelt daarentegen een groter aantal synapomorfieën met de vogels: het ontbreken van een opening in de buitenste zijwand van de onderkaak; een kaakgewricht dat in tweeën gedeeld wordt waarbij de verdelende richel van voor naar achter schuin naar buiten loopt; een volledige vergroeiing van de kaakbeenderen en de aanwezigheid van een pneumatisch foramen in de bovenzijde van het articulare.
Het specimen toonde daarbij enkele unieke afgeleide eigenschappen, autapomorfieën, die lieten zien dat het om een apart nieuw taxon ging: de binnenzijde van de onderkaak heeft een diepe langwerpige uitholling ofwel sulcus. De onderrand van die uitholling vormt een naar achteren breder wordende richel die uitloopt in de voorwand van de binnenste gewrichtsuitholling; die laatste uitholling heeft een opstaande binnenste rand.
Door het gebrek aan gegevens is het moeilijk te bepalen om wat voor vogel het eigenlijk gaat. De beschrijvers gaven twee belangrijke mogelijkheden. Om te beginnen kan het een loopvogel betreffen, dat wil zeggen: niet een oeroude vertegenwoordiger van de moderne Palaeognathae maar een vogel die niet meer kon vliegen, in dit geval wegens de aanzienlijke omvang: men schatte de kophoogte van zo'n dier op twee à drie meter en het gewicht op minstens vijftig kilogram. Een reeds bekende gigantische loopvogel uit het Opper-Krijt is Gargantuavis uit Frankrijk. De tweede mogelijkheid is dat het om een zeer grote vliegende vogel gaat. Vergelijking met huidige vliegende groepen zou dan wijzen op een spanwijdte van een vier meter en een gewicht van twaalf kilogram. In dat geval is Samrukia de grootste bekende vliegende vogel uit het Mesozoïcum; tot nu toe waren uit die periode alleen pterosauriërs van een dergelijke grootte bekend. Het dieet van Samrukia is onduidelijk: als de mandibula in haar geheel bewaard zou zijn gebleven, had een stompe punt op een levenswijze als planteneter geduid, een spitse op een als vleeseter; nu is het niet eens zeker of de soort werkelijk tandeloos was want in de ontbrekende samengroeiing ofwel symfyse van de kaken kunnen nog tanden gestaan hebben.

## Fylogenie
De beschrijvers voerden een exacte kladistische analyse uit om de plaats van Samrukia in de evolutionaire stamboom te bepalen. Die had als uitkomst dat die een vogel was die ergens basaal in de Ornithuromorpha stond, buiten de Neornithes, maar niet in een precies aan te duiden positie.

## IsSamrukiaeen pterosauriër?
Later in 2011 stelde Eric Bufetaut dat Samrukia een pterosauriër was en geen vogel. De vermeende synapomorfieën met de vogels zouden ook bij pterosauriërs voorkomen en erger nog: dat zou ook gelden voor de vermeende autapomorfieën. De vreemde sulcus zou de typische vorm hebben van de normale fossa adductoris bij de pterosauriërs. Het behoren tot de Pterosauria zou ook de afwijkende grootte verklaren die uitzonderlijk is voor vogels maar normaal voor pterosauriërs uit het Opper-Krijt.